# Гидравлос
Гидра́влос, или гидра́влис (греч. ὕδραυλις, ὑδραύλος, от греч. ὕδωρ — вода и авлос; лат. hydraulos, hydraulis) — водяной орган, предок современного органа.

## Общие сведения
Первые описания конструкции гидравлоса находятся в трудах позднеантичных писателей — Герона Александрийского (Pneumatica I, 42) и Витрувия (De archit. X, 8). Афиней (Athen. Deipnosoph. 174b-e), Витрувий (De archit. IX, 8.4) и Плиний Старший (Natur. historia VII, 125) приписывали изобретение гидравлоса Ктесибию.
Водяной орган стал очень популярен в странах Средиземноморья, а затем и во всей Римской империи. Так, в посвятительной надписи из Дельф есть запись о том, что некий гидравлет Антипатр «покрыл себя славой», играя на состязании музыкантов 90 г. до н. э. два дня подряд. Орган был любимым инструментом императора Нерона.
Во времена имперского Рима гидравлос входил в состав инструментальных ансамблей, сопровождавших гладиаторские бои (как, например, это показано в Злитенской мозаике, II в.н. э.). Кроме того, его использовали в театре, на общественных праздниках («играх»), в процессиях и цирковых представлениях, на пиршествах и свадьбах знатных людей. Гидравлос сопровождал церемонию присяги при вступлении на государственную должность.
В 1931 при раскопках древнеримского города Аквинкума (около Будапешта) в развалинах здания гильдии ткачей были найдены металлические части органа, который датируется 228 годом н. э.

## Принцип действия
Сущность инструмента состояла в том, что воздух из насоса или, как в устройстве Герона, миниатюрной ветряной мельницей вдувался в металлическую шаровидную камеру, погруженную в воду. С усилением давления воздух вытеснял воду из шара, поднимая уровень воды в окружающем сосуде, а избыточный воздух поступал внутрь трубы, поднимающейся над водой. Между ходами насоса давление воздуха в металлическом шаре сохранялось постоянным за счет воды во внешнем бассейне. Гидравлос насчитывал 3—4 регистра, в каждом из которых было от 7 до 18 труб диатонической настройки.
В римском варианте, описанном Витрувием, поток воздуха, направленный по отдельным трубкам, регулируется клапанами, находящимися в квадратной камере, закрываемой квадратной деревянной затворкой. Каждая затворка имела соответствующую клавишу, на которую органист нажимал, выпуская тем самым воздух. Как и в современном органе, разные тона производились с помощью трубок разного размера, которых в римских образцах было до 19.